# Sony Xperia 1 VII
Sony Xperia 1 VII（讀作：Sony Xperia One Mark Seven），是索尼的Xperia 1系列智慧型手機產品。這款手機於2025年5月13日發布，搭載高通驍龍8 Elite晶片組。這款手機的顯示螢幕寬高比為19.5：9，具有FHD+解析度，並且配備了升級版超廣角鏡頭。

## 規格

### 中央處理器
CPU搭載的是Snapdragon 8 Elite.

### 相機
背面配備了三攝，包括48兆廣角鏡頭、48兆超廣角鏡頭和12兆長焦鏡頭。與前代機型 Xperia 1 VII 相比，超廣角鏡頭的像素數增加了約 4 倍，以四合一的形式輸出成像，即12萬像素。其餘兩顆鏡頭與上一代沒有分別。

### 音效
配備3.5mm耳機插頭，使用和Walkman 系列同樣的元件，並在焊料中加入黃金，以提升音質。